# Partie polityczne Liechtensteinu
Partie polityczne Liechtensteinu – ugrupowania polityczne funkcjonujące w liechtensteińskim systemie wielopartyjnym.
Od lat w system polityczny Liechtensteinu zdominowany był przez dwie, założone w okresie międzywojennym, partie: Postępową Partię Obywatelską i Unię Patriotyczną, które przez lata jako jedyne dostawały się do Landtagu. Dopiero w połowie lat 80. XX wieku do pewnego znaczenia doszła tutejsza partia proekologiczna Wolna Lista, która złamała ten duopol dostając się do parlamentu w 1986 roku.

## Landtag
W aktualnej kadencji Landtagu (2021-2025) wśród deputowanych, znaleźli się przedstawiciele czterech z pięciu partii, które startowały w wyborach w 2021 roku.
| Partia polityczna | Partia polityczna | Partia polityczna                                          | Partia polityczna | Lider         | Ideologia                                                                                            | Liczba deputowanych |
| ----------------- | ----------------- | ---------------------------------------------------------- | ----------------- | ------------- | --- | ------------------- |
|                   |                   | Postępowa Partia Obywatelska Fortschrittliche Bürgerpartei | FBP               | Marcus Vogt   | narodowy konserwatyzm, chrześcijańska demokracja, liberalizm gospodarczy, monarchizm, eurosceptycyzm | 10                  |
|                   |                   | Unia Patriotyczna Vaterländische Union                     | VU                | Günther Fritz | liberalny konserwatyzm, chrześcijańska demokracja, liberalizm gospodarczy                            | 10                  |
|                   |                   | Wolna Lista Freie Liste                                    | FL                | Pepo Frick    | zielona polityka, socjaldemokracja                                                                   | 3                   |
|                   |                   | Demokraci Liechtenstein Demokraten pro Liechtenstein       | DPL               | Thomas Rehak  | eurosceptycyzm, prawicowy populizm                                                                   | 2                   |

## Partie poza parlamentem
| Partia polityczna | Partia polityczna | Partia polityczna           | Partia polityczna | Lider          | Ideologia                          |
| ----------------- | ----------------- | --------------------------- | ----------------- | -------------- | ---------------------------------- |
|                   |                   | Niezależni Die Unabhängigen | DU                | Harry Quaderer | eurosceptycyzm, prawicowy populizm |

## Nieistniejące partie polityczne
- Chrześcijańsko-Społeczna Partia Ludowa (niem. Christlich-Soziale Volkspartei, VP) – najstarsza partia polityczna w Liechtensteinie, powstała w roku 1918, sprawowała władzę w latach 1922-1928. Członkowie partii byli zamieszani w Sparkasseaffäre, która doprowadziła do zmniejszenia poparcia dla Partii Ludowej, wskutek czego partia w 1930 nie dostała się do Landtagu. W 1936 roku partia połączyła się z Liechtensteińską Służbą Ojczyźnie w 1936 roku, tworząc Unię Patriotyczną[5].
- Liechtensteińska Służba Ojczyźnie (niem. Liechtensteiner Hiematdienst, LHD) – trzecia powstała w Liechtensteinie partia polityczne, założona w 1933 roku. Nie wzięła udziału w żadnych wyborach, ponieważ mimo zupełnie różnych poglądów połączyła się z Partią Ludową w 1936r. Liechtensteińska Służba Ojczyźnie głosiła poglądy antysemickie i proniemieckie, przyjmując wzorce faszystowskie.
- Ruch Narodowoniemiecki w Liechtensteinie (niem. Volksdeutsche Bewegung in Liechtenstein, VDBL) – partia nazistowska, która powstała na bazie dawnych struktur LHD. Powstała w 1938 roku i została zlikwidowana po zakończeniu II wojny światowej. Partia startowała w jednych wyborach, ale nie wprowadziła żadnego deputowanego do Landtagu[6].
- Partia Pracowników Najemnych i Drobnych Rolników (niem. Partei der Unselbständig Erwerbenden und Kleinbauern, UEK) – pierwsza powojenna partia Liechtensteinu, została założona w 1953 roku, z powodu braku reprezentacji klasy robotniczej w Landtagu. W wyborach w lutym w 1953 roku, UEK zdobyła 6,1% głosów i nie weszła do parlamentu. W ponownych wyborach w październiku 1953 roku partia nie wzięła już udziału i została rozwiązana[7].
- Ponadpartyjna Lista Liechtenstein (niem. Überparteiliche Liste Liechtenstein, ÜLL) – partia polityczna założona w 1987 roku. W wyborach w 1989 roku zdobyła zaledwie 3,1% głosów i rok po tych wyborach, w 1990 roku została zlikwidowana[8].
- Partia Chrześcijańsko-Społeczna (niem. Christlich-Soziale Partei, CSP) – partia została założona w 1962 roku. Miała być alternatywą dla dwóch dominujących od lat partii. W wyborach w 1962 roku zdobyła aż 10,1% głosów, ale nie znalazła się w parlamencie, bo wówczas próg wyborczy wynosił aż 18%. CSP startowała jeszcze w trzech kolejnych elekcjach, zdobywając zdecydowanie gorsze wyniki. To właśnie dzięki Partii Chrześcijańsko-Społecznej zmieniono próg wyborczy do 8%, co pozwoliło w latach 90. wejść Wolnej Liście do Landtagu[9].